# Будаковский, Пётр Данилович
Пётр Данилович Будаковский (14 июня 1920, Воронцово-Александровское — ?) — советский военный деятель, генерал-лейтенант (4.11.1973).

## Биография
Родился в 1920 году в Воронцове-Александровском. Член КПСС с 1942 года.
С 1937 года — на военной службе, общественной и политической работе. В 1937—1976 гг. — командир взвода, командир роты, командир батальона, помощник начальника штаба 676-го стрелкового полка, помощник начальника штаба Воронежского и 1-го Украинского фронтов, командир полка, командир 17-й гвардейской мотострелковой дивизии, начальник штаба Туркестанского военного округа.
Умер после 1985 года.